# Graham Clark
Graham Clark (Lancashire, 1941-6 de julio de 2023) fue un tenor de ópera británico. Es conocido principalmente por sus papeles de carácter como Loge El oro del Rin, Mime Sigfrido (de El anillo del nibelungo de Richard Wagner), o el Capitán de Wozzeck (Alban Berg). 

## Biografía
Clark estudió en la Kirkham Grammar School y en la Universidad de Loughborough. Después de trabajar como profesor de gimnasia durante unos años —lo que le permite dar a sus interpretaciones un componente físico—, empezó a cantar, siendo seleccionado como Principal por la Ópera de Escocia desde 1977 a 1985.
En 1986 ganó el premio Olivier por su papel de Mefistófeles en Doktor Faust de Ferruccio Busoni.
En España era conocido por haber cantado en varias temporadas en el Teatro del Liceo y haber actuado en catorce temporadas en el Metropolitan Opera House de Nueva York.
Cantó la mayoría de los papeles secundarios para tenor del repertorio wagneriano con gran éxito. Debutó en 1981 en el Festival de Bayreuth, cantando ininterrumpidamente hasta 1992 y regresando entre 2001 y 2004, haciendo un total de dieciséis temporadas. Cantó David de Los Maestros Cantores de Núremberg, el Timonel de El holandés errante y Melot y el Joven marinero de Tristan und Isolde. No obstante, sus interpretaciones más celebradas son las de Loge y Mime en El Anillo del Nibelungo, que cantó en la producción de Harry Kupfer dirigida por Daniel Barenboim (1988-1992) y en la de Jürgen Flinn dirigida por Adam Fischer (2001-2004).
Fue nominado en tres ocasiones a los Premios Emmy, por sus sobresalientes interpretaciones de ópera. Ha sido nombrado doctor honoris causa por la Universidad de Loughborough en 1999.